# Antonín Hirnle
Antonín Hirnle (8. srpna 1759, Kroměříž – 16. ledna 1824) byl český římskokatolický duchovní, sídelní kanovník Katedrální kapituly u sv. Štěpána v Litoměřicích, arcibiskupský kancléř v Praze a děkan kapituly ve Staré Boleslavi od roku 1815.

## Život
Jednalo se původně o řeholníka cisterciáckého řádu velehradského kláštera, narozeného v roce 1759 v Kroměříži. Byl synem kroměřížského sochaře Františka Ondřeje Hirnleho a jeho ženy Emerentiany a jeho kmotrem byl malíř Franz Anton Maulbertsch. Po opuštění řádu se stal blízkým spolupracovníkem 8. litoměřického biskupa a 23. pražského arcibiskupa Václava Leopolda Chlumčanského krátce po roce 1802. V Litoměřicích byl jmenován sídelním kanovníkem s kanonikátem královským katedrály sv. Štěpána a "pravou rukou" biskupa.
Po svém příchodu do Litoměřic brzy ovládal celou biskupskou konzistoř. V roce 1791 ho biskup Ferdinand Kindermann pověřil založením pokračovací školy pro dívky. Do historie vstoupil jako tvrdý germanizátor, patřící k radikálním řešitelům národnostních otázek ve prospěch Němců, poplatný rakouskému režimu vystupující proti skupině kněží bolzanistů, kteří působili v litoměřickém semináři. Hirnle byl zásadním nepřítelem obrozenectví, osvícenství a bolzanismu, což budilo značnou nelibost, zvláště mezi staršími kněžími. Do této kategorie patřil od roku 1794 i děkan litoměřické kapituly, a pozdější 9. litoměřický biskup Josef František Hurdálek, o jehož pozdější rezignaci se Hirnle také přičinil.
K jeho cti však patří, že seminaristům, kteří projevovali hlubší zájem o teologii, vědecké vzdělání, mravní a slušný život zařizoval výhodnější kaplanská místa nebo fary. Byl dozorcem národních škol v litoměřické diecézi. Do těchto škol vyjížděl, aby ty, kteří od katolické víry odpadli, opět pro církev získal.
Když v roce 1815 odešel Chlumčanský do Prahy a stal se pražským arcibiskupem, vzal Hirnleho s sebou. Ustanovil ho v roce 1815 kancléřem pražského arcibiskupství a děkanem kapituly ve Staré Boleslavi. Do procesu se skupinou bolzanistů nadále zasahoval prostřednictvím důvěrníka MUDr. Kottnauera a kanovníka Františka Pillera, kteří na litoměřické konzistoři působili.
Jako staroboleslavský děkan byl však poměrně oblíben pro opravu kaple v Dřísech nebo stavbu nových Božích muk na staroboleslavsku.